# Hřbitov Remu
Hřbitov Remu (Krakov, Polsko) neboli Starý židovský hřbitov patří k židovským památkám, jež je možné navštívit v krakovské židovské čtvrti Kazimierz (Krakov). V Polsku se nachází už jenom dva ještě starší židovské hřbitovy – ve Vratislavi a v Lublinu. Hřbitov Remu se nachází hned vedle synagogy Remu na ulici Szeroka 40. 

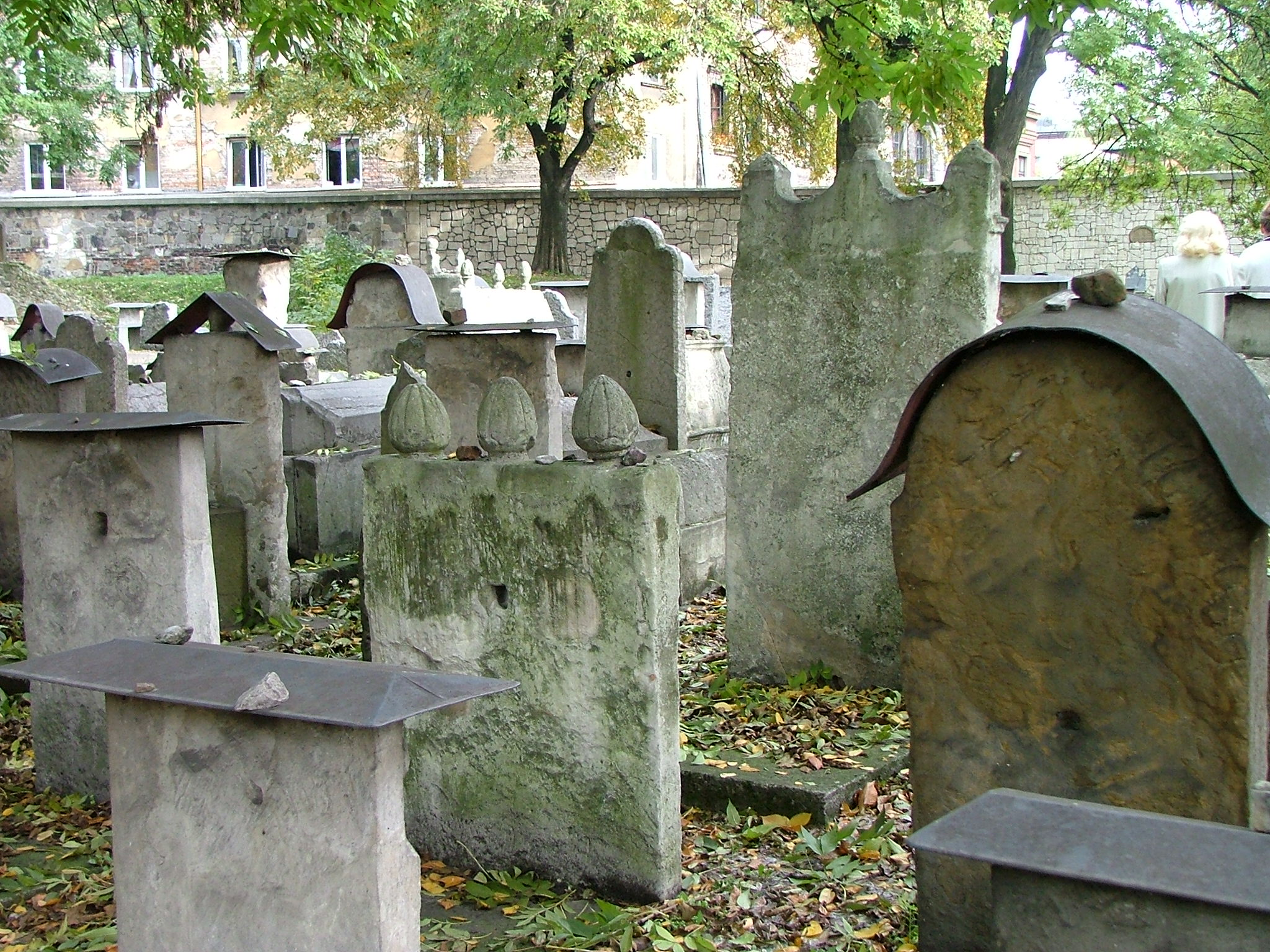
Hřbitov Remu

## Historie hřbitova
Hřbitov Remu byl založen v roce 1533. První náhrobek je datován z roku 1551. V aktivním užívání byl hřbitov od roku 1551 do roku 1800. Jeho historie je úzce spjata se synagogou Remu. Podle tradice dal synagogu vystavět Jisra'el ben Josef na počest svého syna Mošeho Isserlese, známého dnes převážně pod akronymem ReMA (popř. RaMA, ReMU apod., hebrejsky רמ״א‎).
V roce 1800 došlo k sloučení Kazimierzu s Krakovem, a rakouské úřady nařídily uzavřít v Krakově z hygienických důvodů všechny staré hřbitovy. Navzdory této skutečnosti se zde příležitostně pohřbívalo až do poloviny 19. století. Na začátku 20. století se židovská obec rozhodla hřbitov renovovat. 
V průběhu druhé světové války byla ovšem tato snaha zmařena, neboť náhrobky byly rozprodávány a použity jako dlažební kostky a hřbitov sloužil jako smetiště. Mezi malým počtem náhrobků, které byly uchráněny, je i náhrobek poseka rabi Mošeho Isserlese. Tato skutečnost jenom podpořila víru v jeho zázračnou moc, která chrání jeho náhrobek před zničením.[zdroj?]

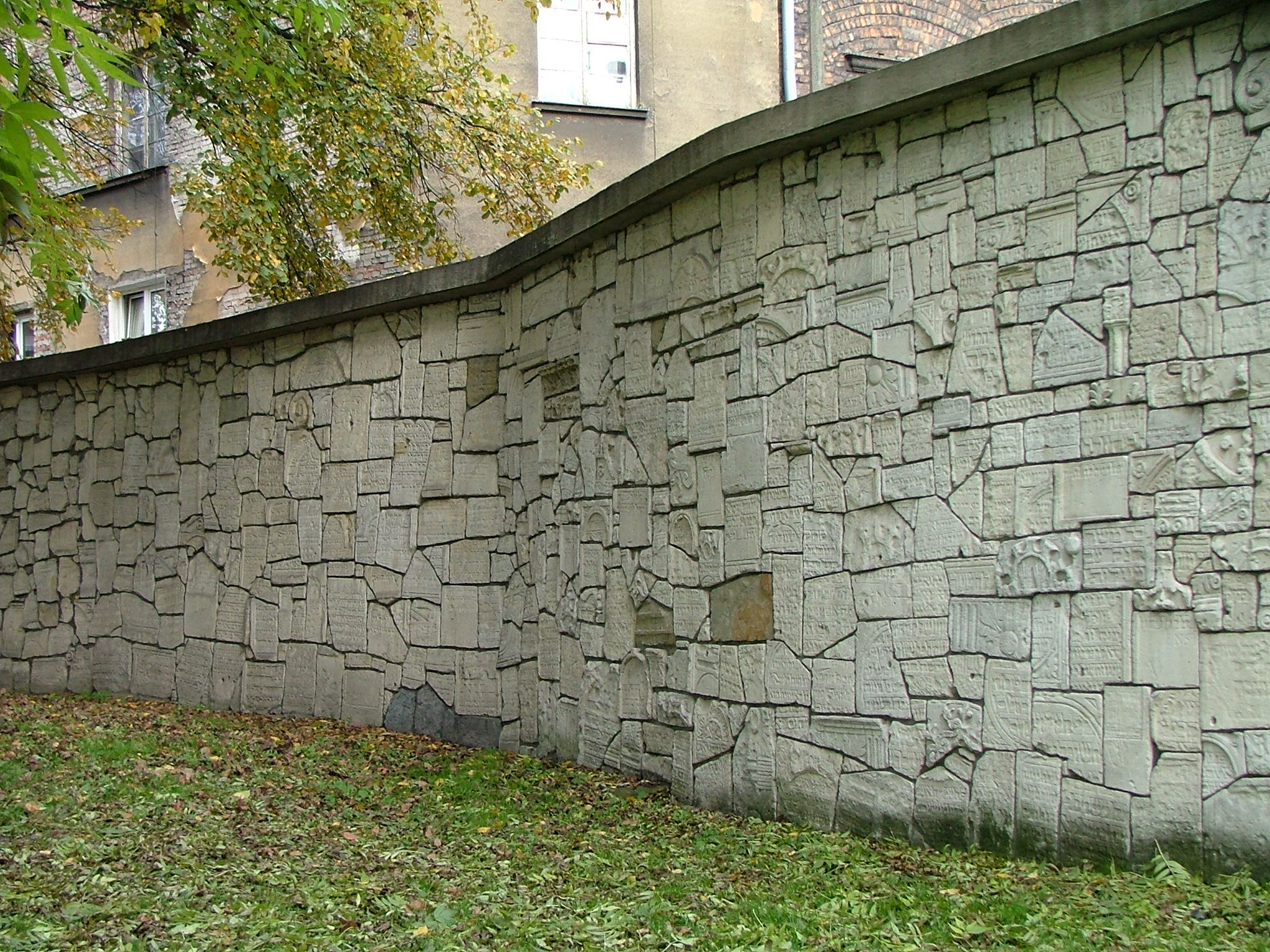
Krakovská zeď nářků

Po válce byl hřbitov několikrát restaurován. V roce 1959 bylo při rekonstrukci synagogy pod vrstvou půdy nalezeno několik set náhrobků. I když jde pouze o malou část z původního počtu, některé náhrobky byly obnoveny. V současnosti se na hřbitově nachází kolem 711 náhrobků. Navrácena byla taktéž část náhrobků, které byly v minulosti rozprodány. Z jejich fragmentů byla vytvořena tzv. krakovská zeď nářků.

## Náhrobky na hřbitově Remu

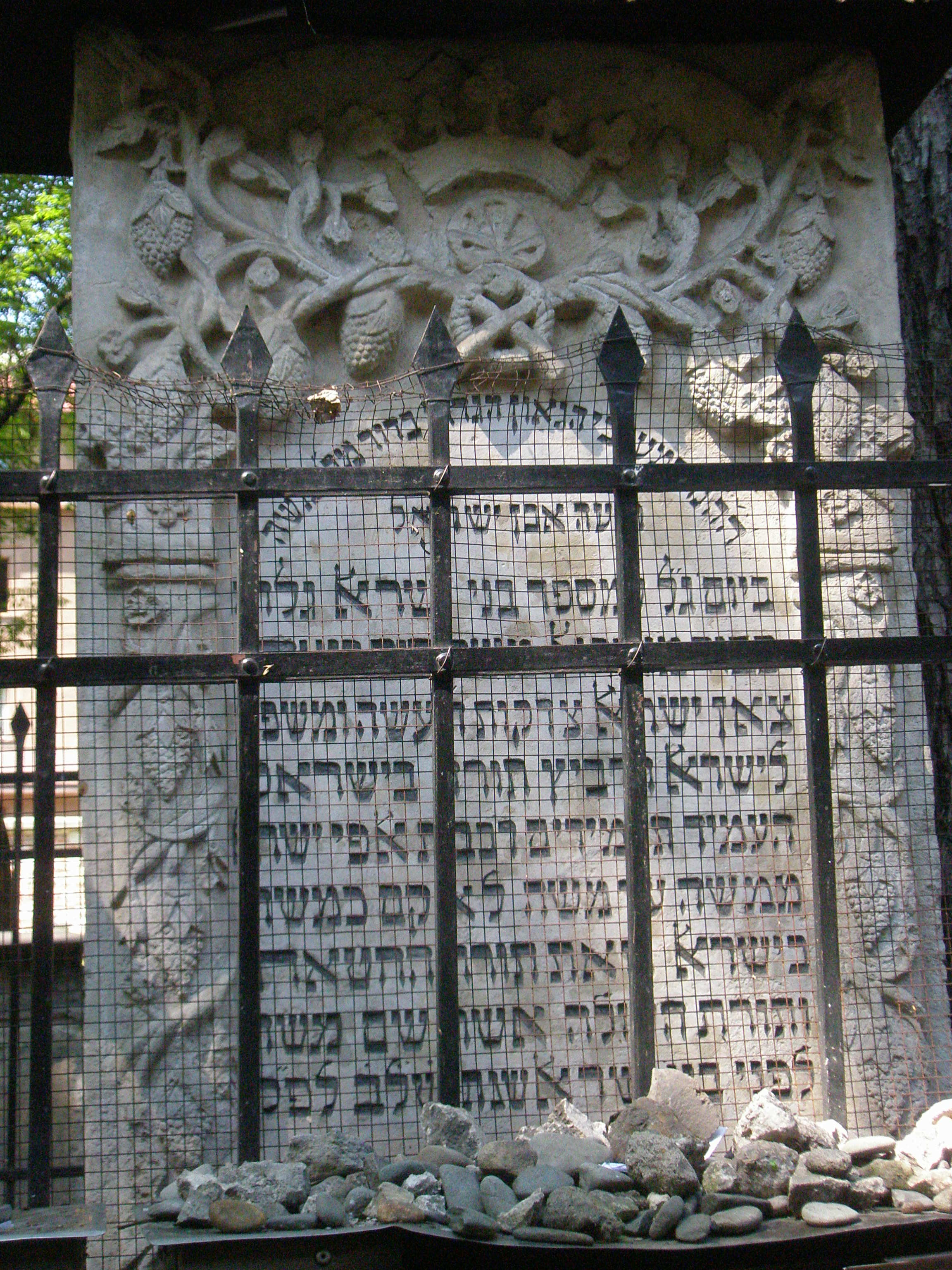
Náhrobek Mošeho Isserlese

### Náhrobek Remu
Náhrobek Mošeho Isserlese (1525–1572) je datován do 18. století. Původní náhrobek ze 16. století byl rovněž uchován, a je umístěn na zadní straně novějšího náhrobku. Náhrobek je zdoben rozvíjející se vinnou révou a symbolem koruny vědy. Z fragmentu nápisu čteme:
| „ | … Nejučenější, Světlo Západu, největší Ga'on své generace, náš učitel Rabbi Moše Isserles - pastýř i skála Izraele. Tato pocta byla Izraeli odebrána 33. dne Omeru. Moše byl pastýř izraelského stáda, vykonávající boží spravedlnost a boží rozsudky nad Izraelem, rozsévající znalosti mezi Izraelem. Od Mošeho k Mošemu nikdo není roven Mošemu mezi Izraelem. | “ |

### Ostatní náhrobky na hřbitově
Na hřbitově Remu můžeme rozlišit dva typy náhrobků – jednak jsou zde macevy (vztyčené náhrobní kameny), jednak náhrobky mohylovitého charakteru (lichoběžníkový tvar). Nejcennější renesanční a barokní náhrobky, jež jsou zdobeny bohatou symbolikou, patří členům rodiny Mošeho Isserlese. Jde o komplex kamenných náhrobků, které obklopuje železné zábradlí. Právě tyto náhrobky dělají z hřbitova Remu poutní místo mnoha zbožných Židů. Z Isserlesovy rodiny je zde pohřbena jeho sestra Miriam Bella, otec Jisra'el ben Josef, první manželka Golda. 
Mezi další významné postavy židovského Krakova, jež zde našly svůj odpočinek, patří Izák Jakubowicz, Avraham Jehošua Hešel, Mordechaj Saba, Josef Kac, Nathan Nata Spira, Joel Sirkis, Izák Landau Lewita, Izák Halewi Raitzes, ale také významné renesanční osobnosti spojené s rudolfinskou Prahou, např. Eli'ezer Aškenázi či Jom Tov Lipman Heller.

## Externí odkazy

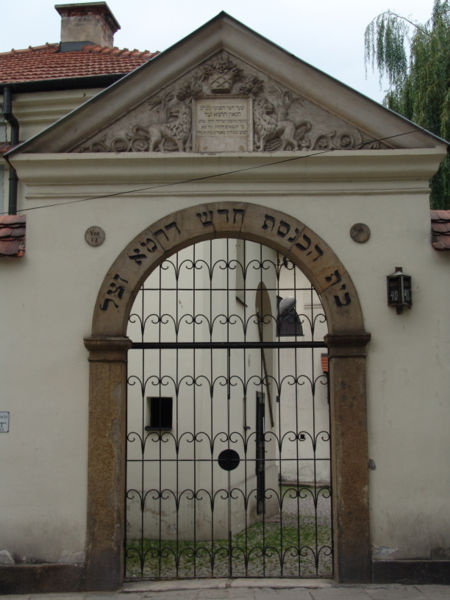
Vstupní brána k hřbitovu a k synagoze Remu
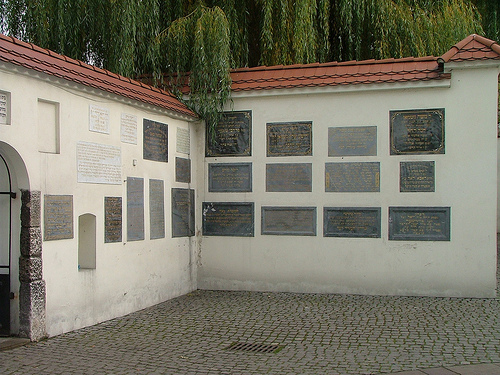
Pamětní desky
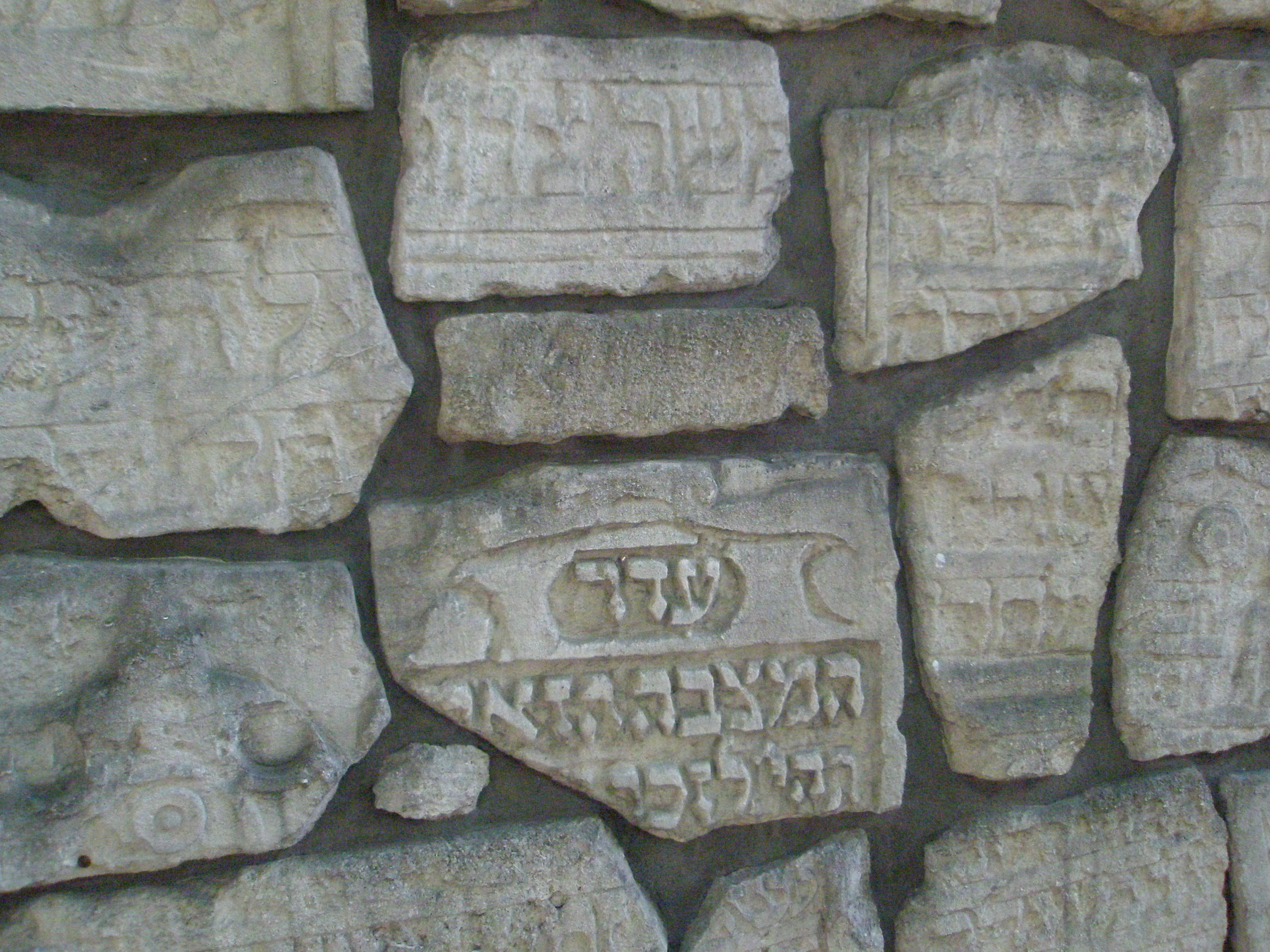
Detail zdi nářků
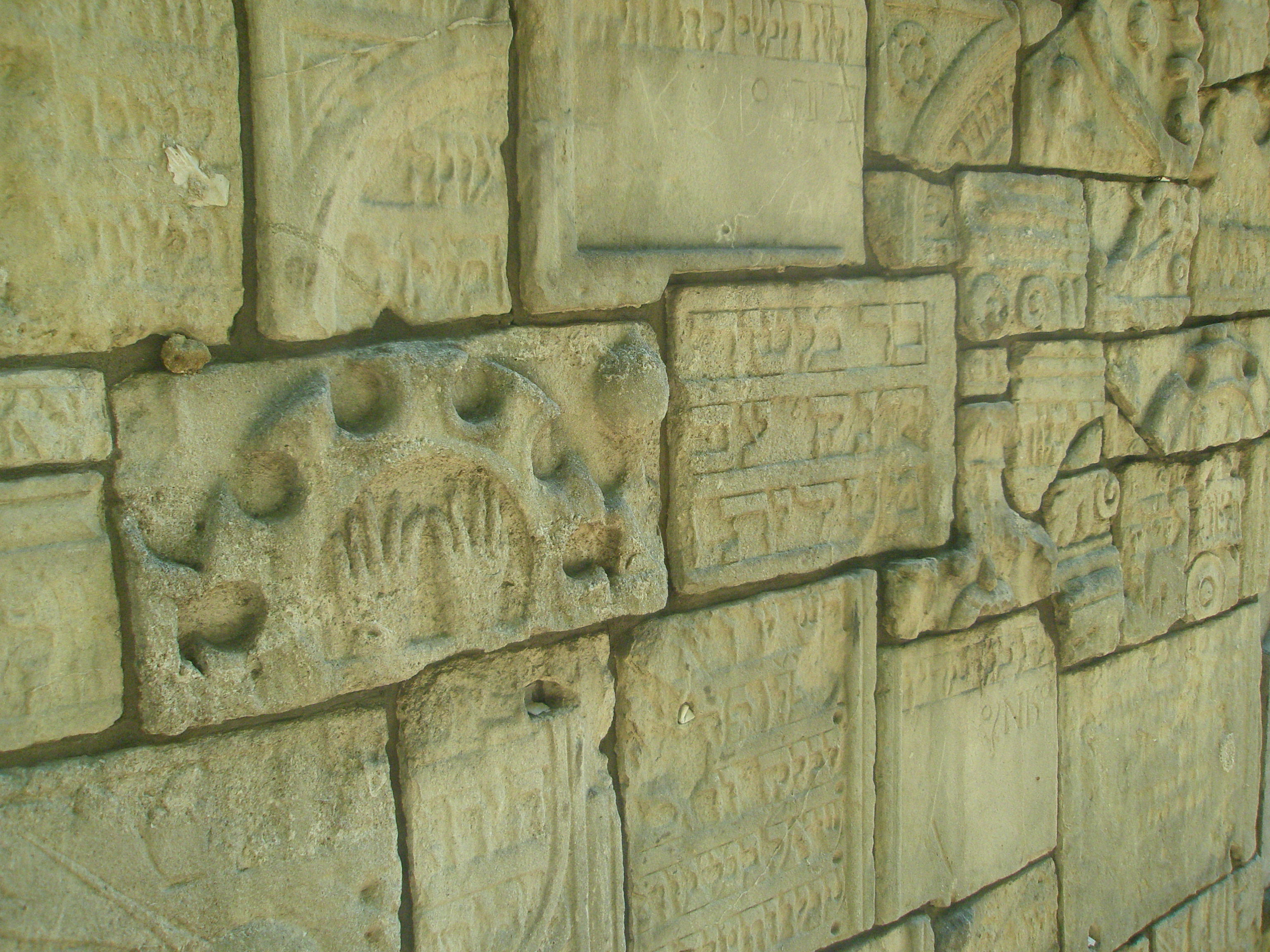
Detail zdi nářků
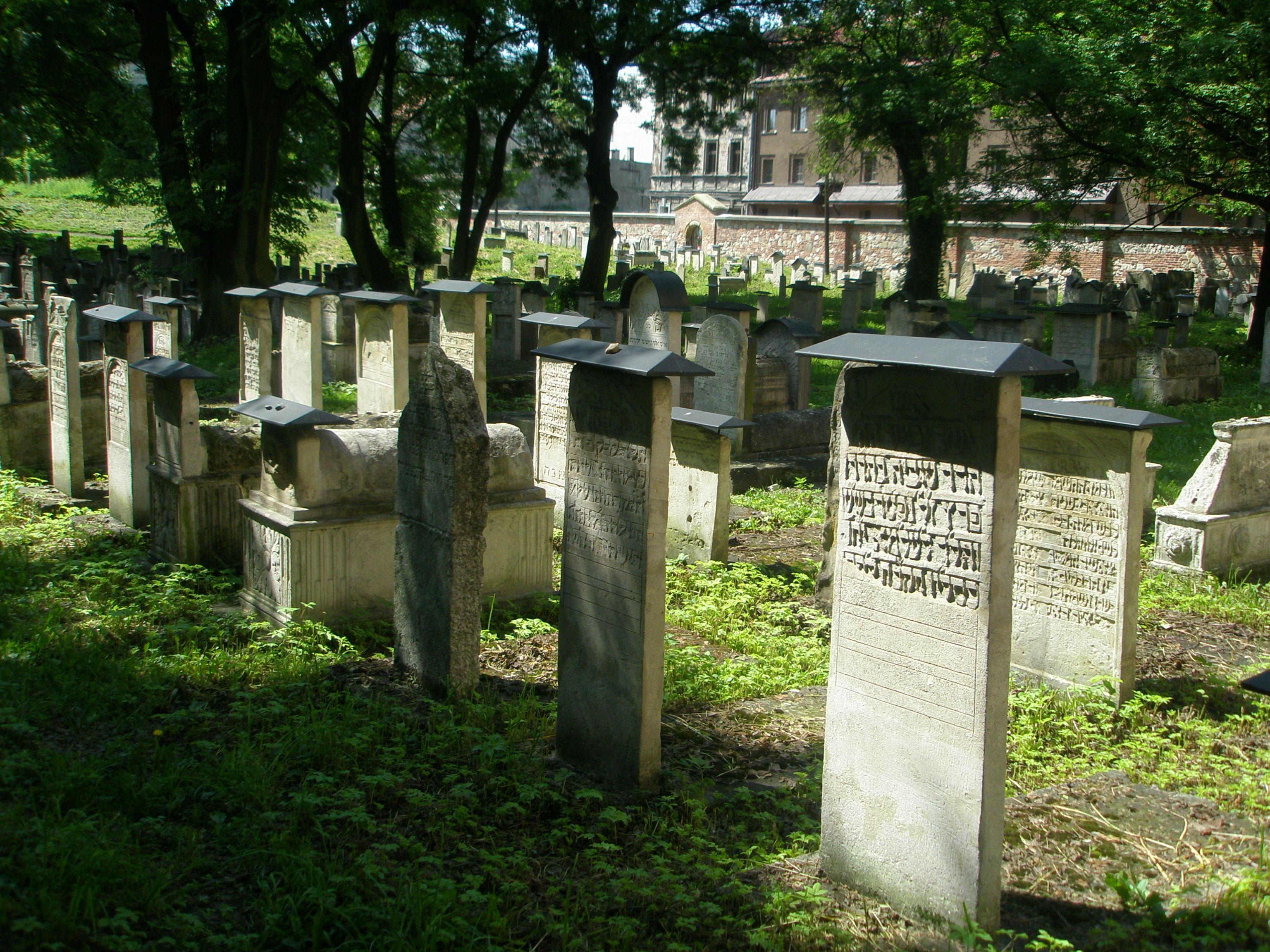
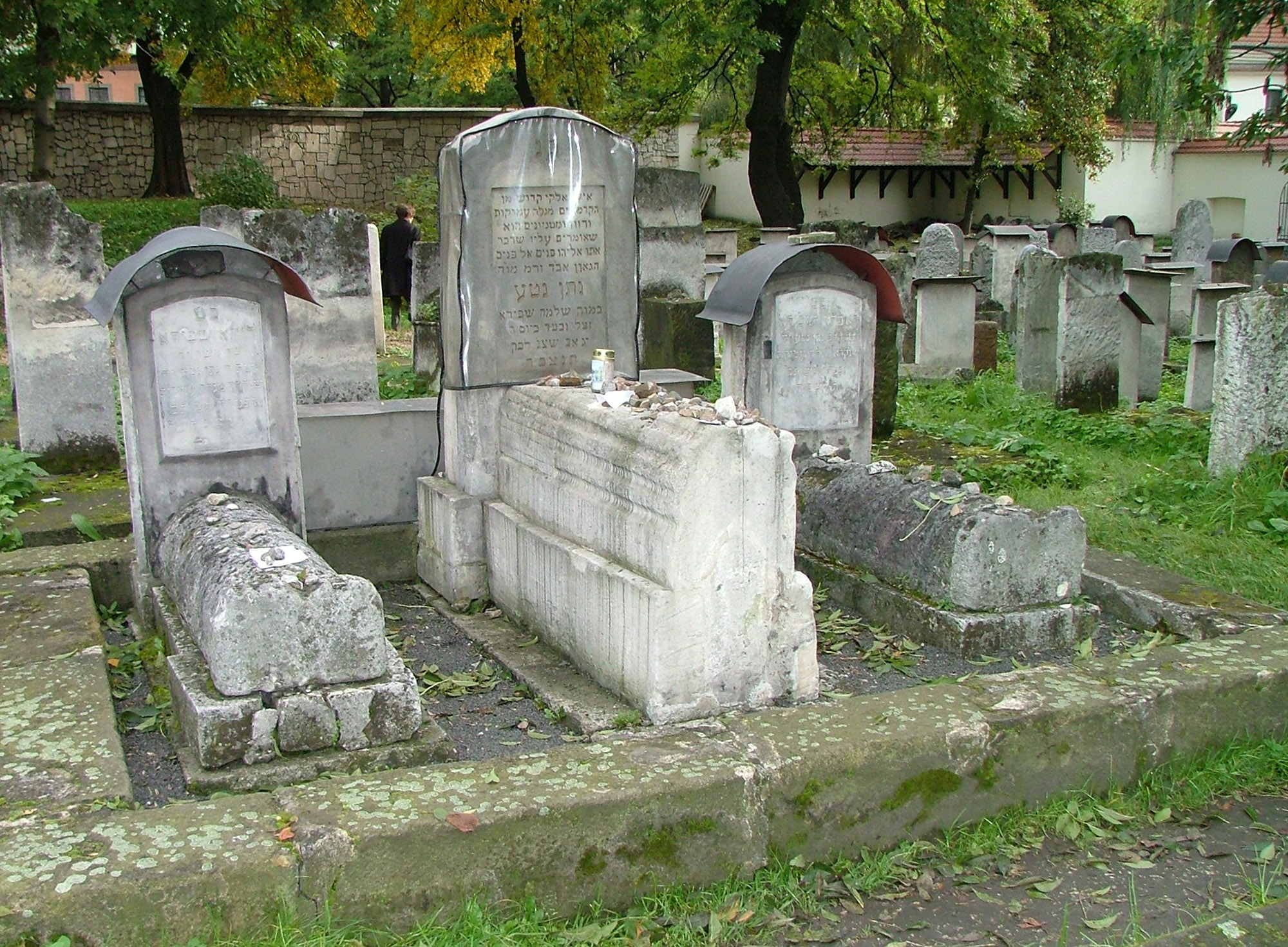
Náhrobek rabi Natan Neta Šapira (autora Megale Amukot)
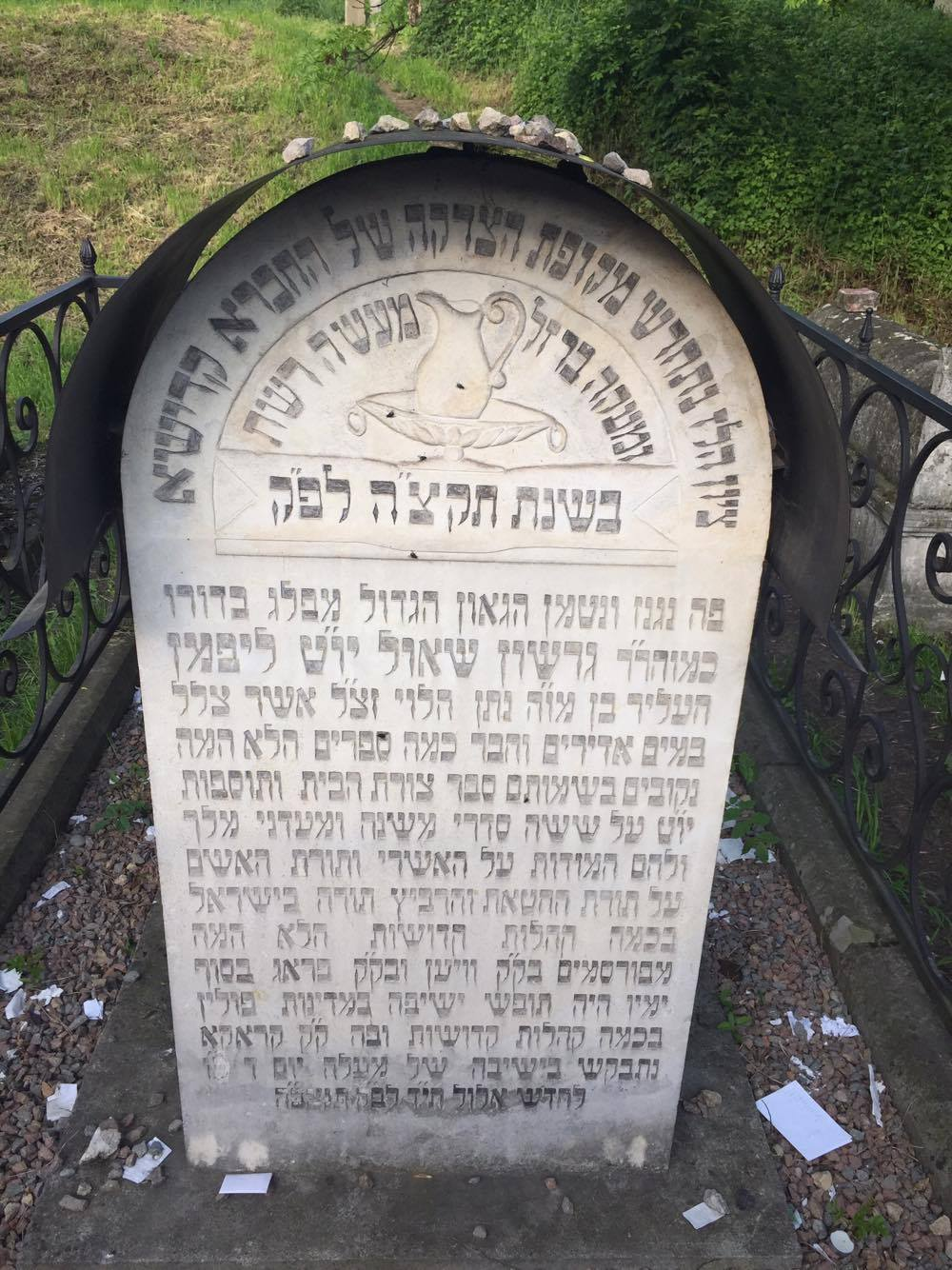
Náhrobek Jom Tova Lippmanna Hellera
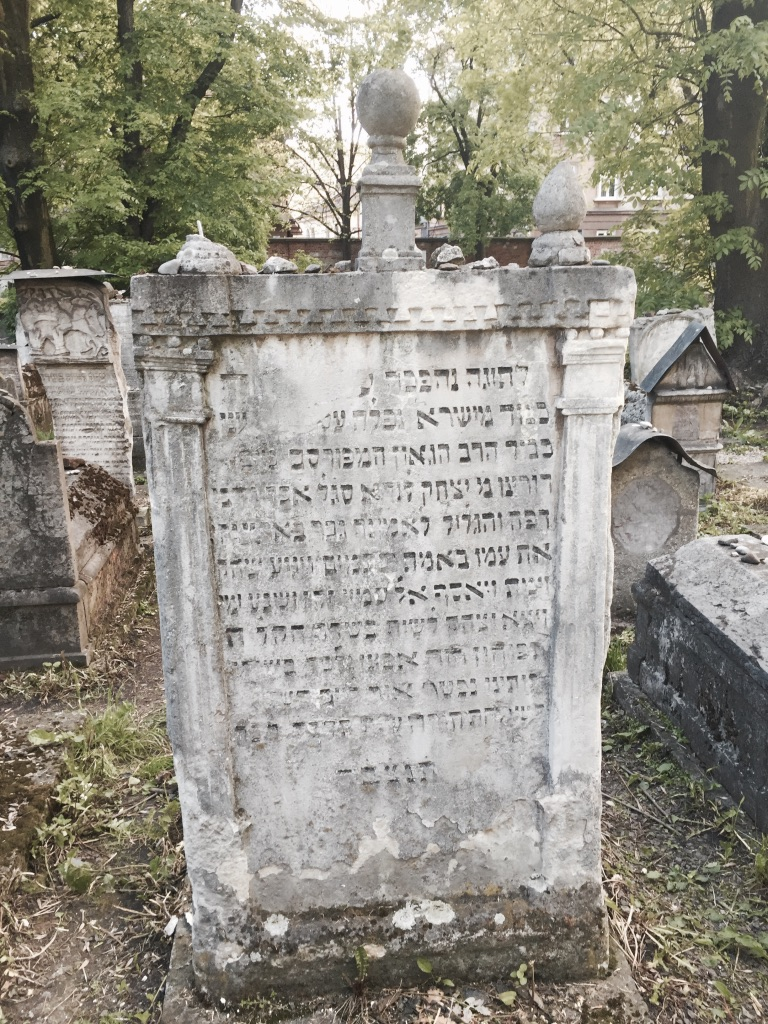
Náhrobek Eli'ezera Aškenáziho
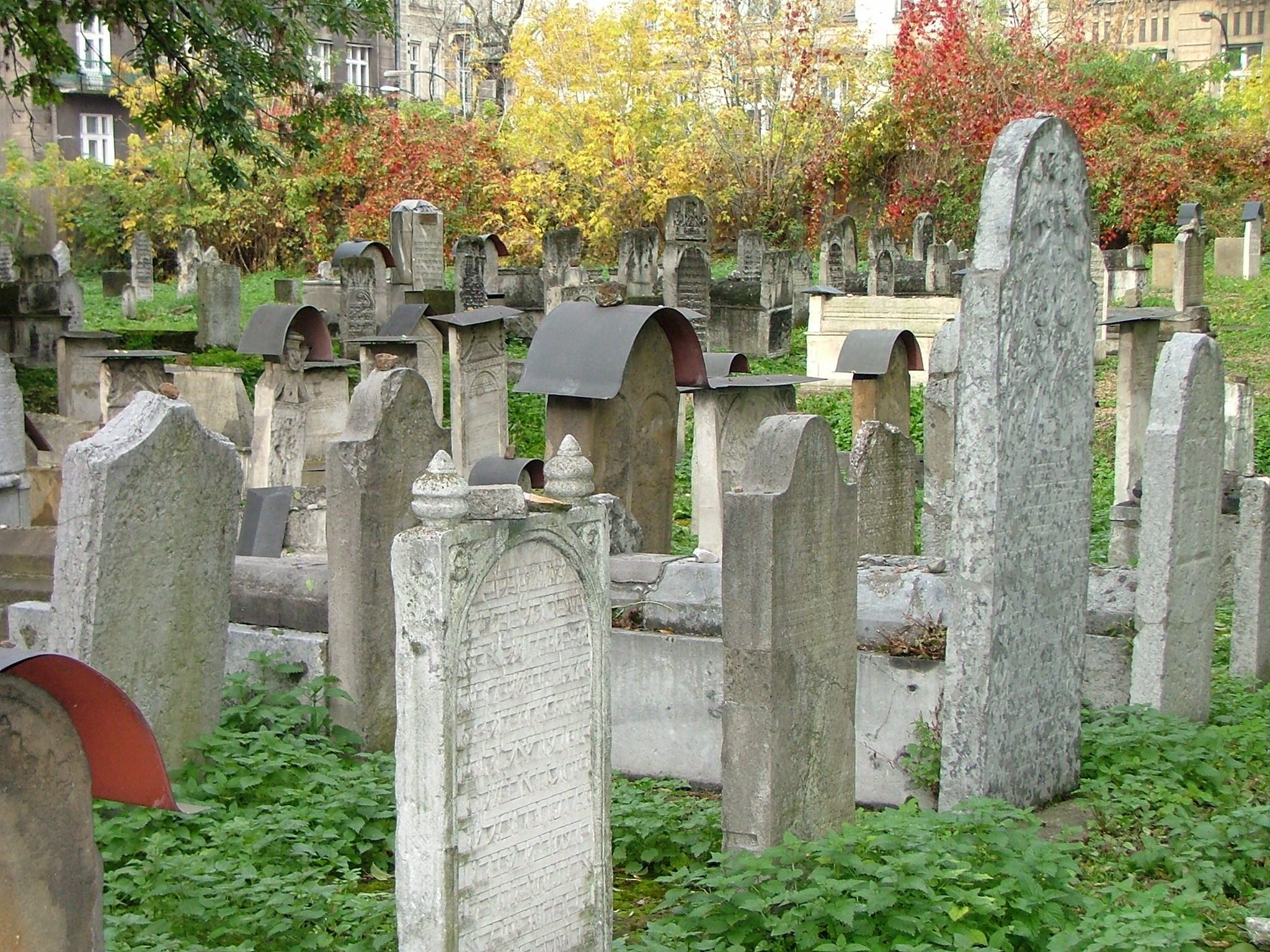
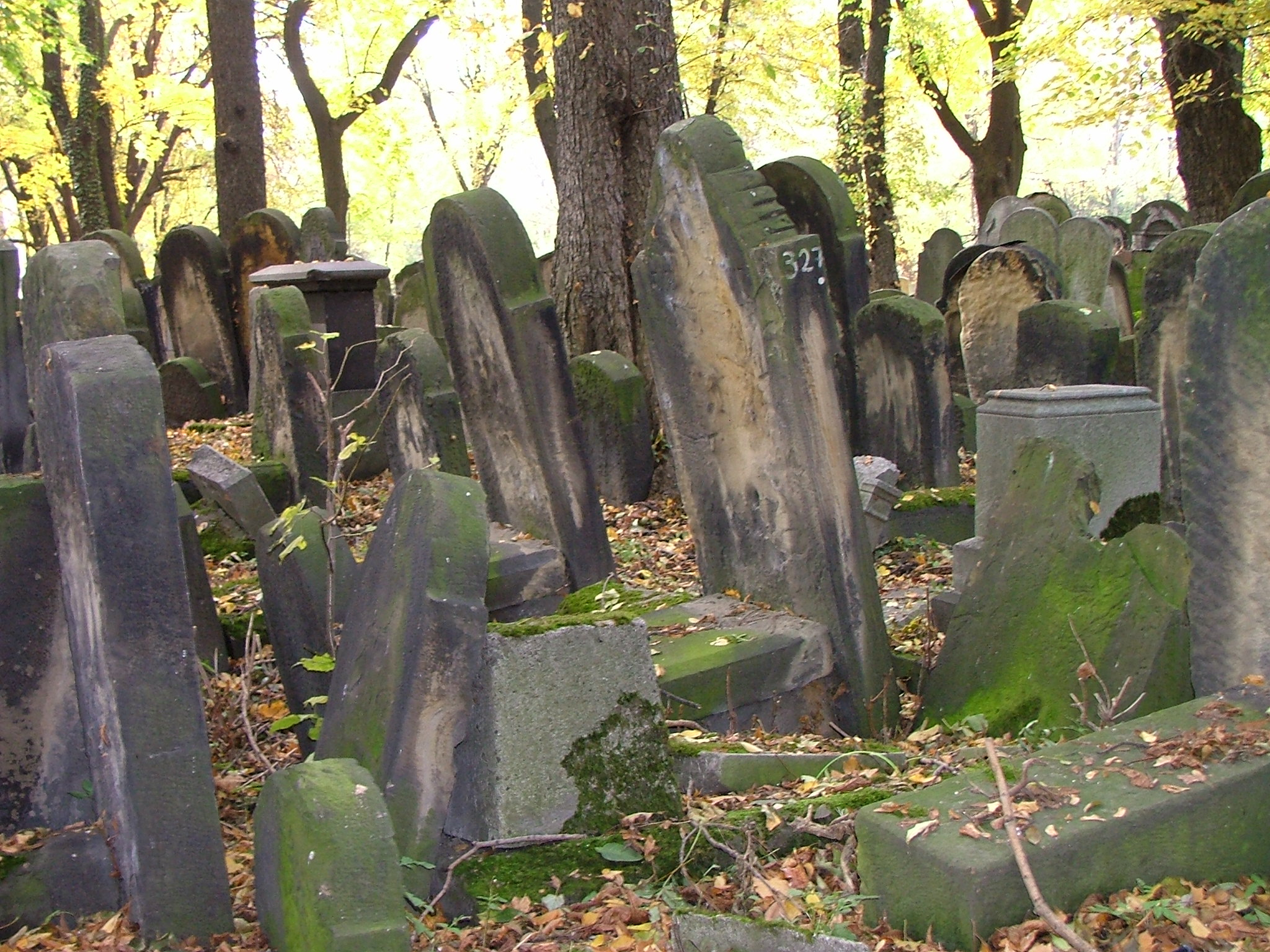